# FIBT-världsmästerskapen 1999
FIBT-världsmästerskapen 1999 hölls i Cortina d'Ampezzo, Italien (bob) och Altenberg, Tyskland (skeleton). Cortina höll i mästerskapen för nionde gången. Altenberg höll mästerskapet för tredje gången.

## Tvåmannabob
| Pl.    | Lag                                                 | Tid |
| ------ | --------------------------------------------------- | --- |
| Guld   | Italien (Günther Huber, Enrico Costa, Ubaldo Ranzi) |     |
| Silver | Tyskland (Christoph Langen, Markus Zimmermann)      |     |
| Brons  | Frankrike (Bruno Mingeon, Emmanuel Hostache)        |     |

## Fyrmannabob
| Pl.    | Lag                                                                       | Tid |
| ------ | ------------------------------------------------------------------------- | --- |
| Guld   | Frankrike (Bruno Mingeon, Emmanuel Hostache, Eric le Chanony, Max Robert) |     |
| Silver | Schweiz (Marcel Rohner, Markus Nüssli, Beat Hefti, Silvio Schaufelberger) |     |
| Brons  | Kanada (Pierre Lueders, Ken Leblanc, Ben Hindle, Matt Hindle)             |     |

För fransmännen var det första gången de vann ett av mästerskapen.

## Herrar skeleton
| Pl.    | Lag                   | Tid |
| ------ | --------------------- | --- |
| Guld   | Jim Shea (USA)        |     |
| Silver | Andy Böhme (GER)      |     |
| Brons  | Willi Schneider (GER) |     |

Shea blev den första amerikanen att vinna ett av mästerskapen sedan 1959.

## Medaljtabell
| Pl. | Nation    | Guld | Silver | Brons | Totalt |
| --- | --------- | ---- | ------ | ----- | ------ |
| 1   | Tyskland  | 0    | 2      | 1     | 3      |
| 2   | Frankrike | 1    | 0      | 1     | 2      |
| 3   | Italien   | 1    | 0      | 0     | 1      |
| 4   | USA       | 1    | 0      | 0     | 1      |
| 5   | Schweiz   | 0    | 1      | 0     | 1      |
| 6   | Kanada    | 0    | 0      | 1     | 1      |